# Соповские Землянки
Соповские Землянки — деревня в Киржачском районе Владимирской области России, входит в состав Филипповского сельского поселения. 

## География
Деревня расположена в 14 км на юго-восток от центра поселения села Филипповское и в 23 км на юго-запад от Киржача. 

## История
После Великой Отечественной войны деревня входила в состав Зареченского сельсовета Киржачского района, с 2005 года — в составе Филипповского сельского поселения.

## Население
| 2002 | 2010 | 2021 |
| ---- | ---- | ---- |
| 22   | ↘17  | ↗29  |